# Chaetopsylla mikado
Chaetopsylla mikado är en loppart som beskrevs av Rothschild 1904. Chaetopsylla mikado ingår i släktet Chaetopsylla och familjen grävlingloppor. Inga underarter finns listade i Catalogue of Life.